# 大衛·莫里斯

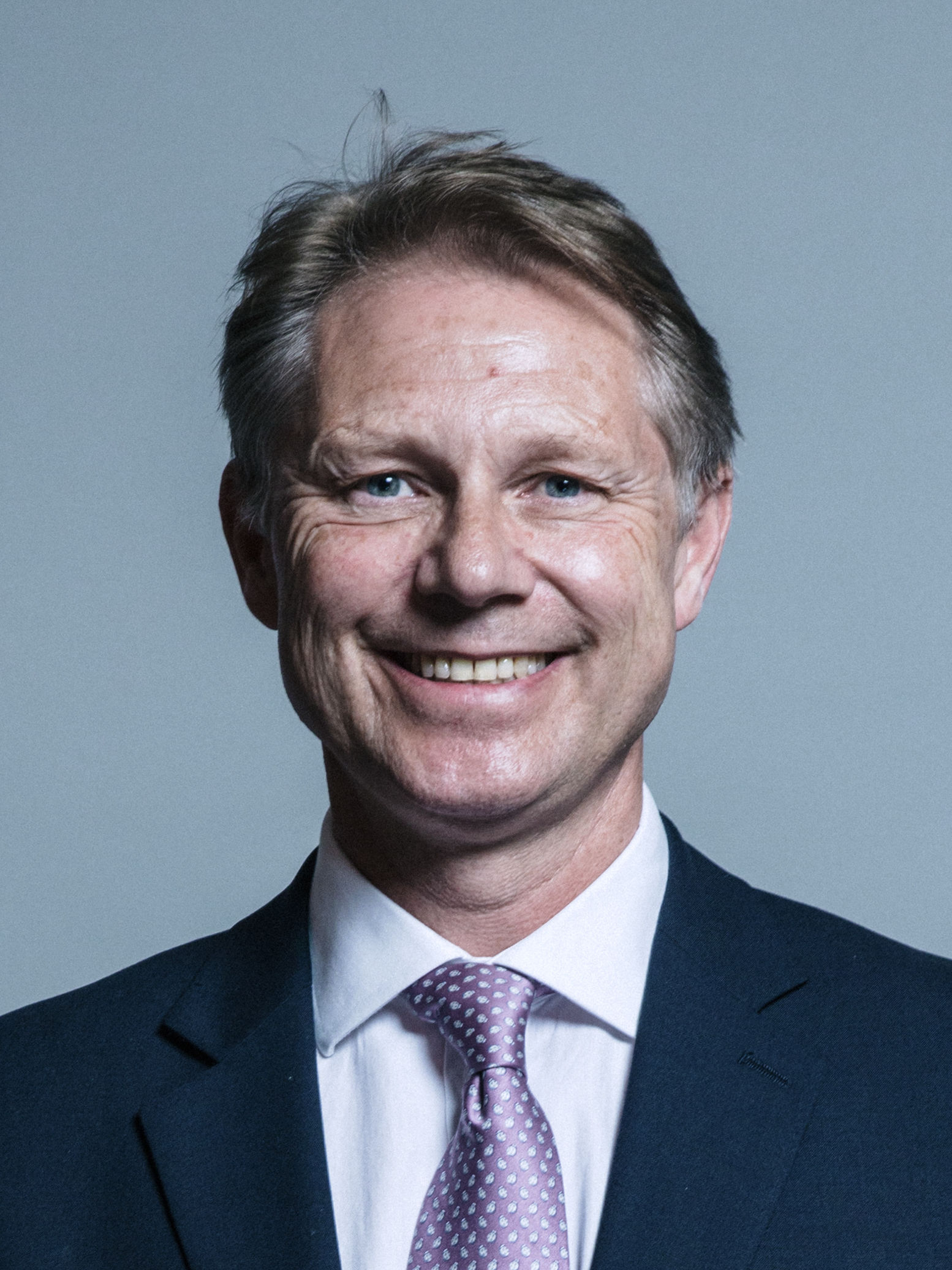

大衛·莫里斯（英語：David Morris，1966年1月3日—）是一位英格蘭政治人物，他的黨籍是保守黨。自2010年開始，他擔任莫克姆和倫斯代爾選區選出的英國下議院議員。他曾經是一位美髮師，也曾加入過樂隊。